# Ручеёк (игра)
«Ручеёк» — русская подвижная хороводная игра, известная с давних пор.

## Правила
Участники (теоретически от 4—5 пар, чем больше, тем лучше) разделяются на пары (чаще разнополые), взявшись за руки, они встают в две колонны на некотором расстоянии друг от друга, поднимают сцепленные руки высоко над головами, образуя тоннель.
В первом варианте есть водящий — он входит в коридор, где, беря за руку, выбирает себе пару, разбивая одну из старых пар, новая пара встаёт в противоположной входу стороне «ручейка», а освободившийся человек становится водящим, и т. д.; для большей интенсивности процесса при большой длине «ручейка», может быть сразу несколько водящих. Распространена разновидность игры, при которой пробегающую в тоннеле пару могут останавливать другие игроки, опуская сцепленные руки; в этом случае пара должна поцеловаться.
Во втором варианте чётное количество участников и пары постоянны, просто пары с одного конца тоннеля переходят по нему в другой конец, и т. д.
Часто игра идёт под музыку. Чем быстрее течёт «ручеёк», тем веселее.
В детском возрасте смысл игры для участников часто сводится к возможности постоять, взявшись за руки, с интересными людьми.

## История
На Мезени игру проводили под песню «За рекою у колодца». В середине XIX века «ручеёк», наряду с «горелками», «завиванием капусты» и «казаками» были наиболее популярными играми среди русских горожан. У белорусов зафиксирована схожая игра — «разлучки». От «ручейка» отличалась тем, что во время прохода по «коридору» (под руками) игрок стукал кого-либо (как правило кому симпатизировал), тот убегал, надо было догнать. Считалось, если игроки убежали и не вернулись — значит «сложилась новая пара»